# Assumar
Assumar es una freguesia portuguesa del concelho de Monforte, con 63,68 km² de superficie y 687 habitantes (2001). Su densidad de población es de 10,8 hab/km².